# ダンジョンズ・アー・コーリング
『ダンジョンズ・アー・コーリング』（原題：The Dungeons Are Calling）は、アメリカ合衆国のヘヴィメタル・バンド、サヴァタージが1984年に発表したEP。

## 解説
レコーディングはデビュー・アルバム『サイレンズ』と同時期で、両アルバムに収録された計15曲とも、3日間で録音およびミックス・ダウンが終了した。タイトル曲の歌詞はドラッグの恐怖について言及しており、本作のジャケット・デザイン（骸骨と注射器の写真）も、それを反映している。
Geoff Orensはオールミュージックにおいて5点満点中4点を付け「（同じセッションで録音されたとはいえ）前作『サイレンズ』よりずっとヘヴィな作品」「現代のリスナーの多くにとって、歌詞のトピックは極めて古臭く感じられるかもしれないが、"Midas Knight"や"City Beneath the Surface"といった曲に代表されるように、雷鳴のようなギターやリズム・セクションを擁した眩い音楽は、容易に人を夢中にさせる」と評している。

## リイシュー
1988年には前作『サイレンズ』との2 in 1という形でCD化された。1994年にはメタル・ブレイド・レコーズから単体でCDが発売され、ボーナス・トラックが2曲追加された。また、2002年発売の「シルヴァー・アニヴァーサリー・コレクションズ・エディション」には、1994年盤と異なるボーナス・トラックが追加された。

## 収録曲
特記なき楽曲はジョン・オリヴァとクリス・オリヴァの共作。
1. ダンジョンズ・アー・コーリング - "The Dungeons Are Calling" (Jon Oliva, Criss Oliva, Keith Collins) - 4:54
2. バイ・ザ・グレイス・オブ・ザ・ウィッチ - "By the Grace of the Witch" - 3:14
3. ヴィジョンズ - "Visions" - 3:02
4. マイダス・ナイト - "Midas Knight" (J. Oliva, C. Oliva, K. Collins) - 4:23
5. シティ・ビニース・ザ・サーフェイス - "City Beneath the Surface" - 5:51
6. ザ・ウィップ "The Whip" (J. Oliva) - 3:28

### 1994年再発CDボーナス・トラック
1. ファイティング・フォー・ユア・ラヴ - "Fighting for Your Love" - 3:46
2. サイレンズ（ライヴ） - "Sirens (Live)" - 3:22

### 2002年リマスターCDボーナス・トラック
1. "Metalhead" - 4:46
2. "Before I Hang" - 4:12
3. "Stranger in the Dark" - 5:01

9.の終了後、10. - 98.の無音トラックを経て99曲目に隠しトラック「Piper Rap」が収録されている。

## 参加ミュージシャン
- ジョン・オリヴァ - ボーカル、ピアノ
- クリス・オリヴァ - ギター、バッキング・ボーカル
- キース・コリンズ - ベース、バッキング・ボーカル
- スティーヴ・ワコルズ - ドラムス、パーカッション